# Воларє
Воларє (словен. Volarje) — поселення в общині Толмин, Регіон Горишка, Словенія. Висота над рівнем моря: 180,6 м. Розташоване на лівому березі річки Соча.